# Rata espinosa de Manus
La rata espinosa de Manus (Rattus detentus) és una espècie de mamífer rosegador de la família dels múrids. És endèmica de l'illa de Manus (Papua Nova Guinea). Té una llargada de cap a gropa de 260 mm, la cua de 150 mm, els peus de 43,2 mm i les orelles de 23,4 mm. El seu nom específic, detentus, significa ‘detingut’ en llatí. És una espècie en perill crític per la depredació pels gats, la competència amb rates invasores i la degradació del seu hàbitat.